# الحزب الليبرالي (إسبانيا، 1880)
الحزب الليبرالي (بالإسبانية: Partido Liberal)‏ وسمى بالأصل تكتل الحزب الليبرالي ((بالإسبانية: Partido Liberal-Fusionista)‏ PLF) حتى سنة 1885، هو حزب سياسي إسباني أنشأه براخسيدس ماتيو ساغستا في 1880. شكل الحزب مع حزب المحافظين بزعامة أنطونيو كانوباس ديل كاستيو نظام ثنائي من الحكم بالتناوب (نظام التداول في السلطة) الذي ميز حقبة عودة البوربون إلى إسبانيا أواخر القرن ال 19 وبداية القرن ال 20.
وقد جمعت الجمهوريين الذين لم يقبلوا بالقانون الجديد الذي انعكس في دستور 1876 وكذلك الملكيين وأعضاء الحزب الدستوري بزعامة الجنرال فرانسيسكو سيرانو والحزب الراديكالي بزعامة مانويل رويث ثوريا وأتباع إميليو كاستيلار وغيرهم من تجمعات العسكر.
شمل برنامج الحزب الليبرالي السياسي الموافقة على حق الاقتراع العام للذكور - تحقق في 1890 - وحرية الدين وفصل السلطات. وعلى الرغم من أنه يمكن تصنيفها على أنها من الاحزاب الملكية إلا أنه انضم إليها في بداية القرن العشرين بعض السياسيين الذين تم حظرهم لاحقا من الجيش بسبب انتماهم الجمهوري مثل نيكيتو ألكالا زامورا.
بدأ نظام التداول السياسي الذي ميز عودة البوربون عندما تخلى كانوباس عن السلطة إلى ساغاستا، فشكل أول حكومة في 8 فبراير 1881 مبتدءا المرحلة الأولى من النظام تناوبته ثلاث حكومات ليبرالية (برئاسة ساجاستا وواحدة لخوسيه بوسادا).
أما المرحلة الثانية فبدأت عندما تم إضفاء الطابع المؤسسي على النظام وأقرت سنة 1885 عندما وقع الطرفان على ميثاق ال باردو الذي ينص على تناوب كلا الطرفين على السلطة بعد وفاة ألفونسو الثاني عشر التي كانت مضمونة من قبل شبكات كاسيكس (وهم الأهالي) الذين هم كذلك مساهمين بالأحزاب في جميع أنحاء إسبانيا. وقد أبقى هذا الميثاق خارج القوى الأيديولوجية الراديكالية مثل الفوضوية والاشتراكية وجمهورياتية والتي قد تهدد النظام الملكي.
بدأ أول انقسام للحزب الليبرالي سنة 1898 عندما ترك جيرمان غامازو عن الحزب فأدى ذلك إلى مجموعة انقسامات انتهت بالاندماج مع حزب المحافظين. بعد وفاة ساغاستا سنة 1903 تعرض الحزب لهزات وصراعات، وأدى هذا إلى تحول الحزب إلى أزمة عميقة، تزامنا مع تفكك النظام السياسي الذي لعب فيه دورا كبيرا. وانتهى هذا التفكك في 1931 مع ديكتاتورية بريمو دي ريفيرا وأنتهى مع نهاية ملكية ألفونسو الثالث عشر.

## قادة الحزب
- 1876-1902: براخسيدس ماتيو ساغستا;
- 1902-1905: إيوجينو مونتيرو ريوس;
- 1905-1912: خوسيه كناليخاس;
- 1912-1913: سيجسموندو موريت;
- 1913-1918: ألفارو دي فيجويرا;
- 1918-1923: مانويل غارسيا برييتو وألفارو دي فيجويرا;
- 1923-1930: فارغ (دكتاتورية ميغيل بريمو دي ريفيرا);
- 1931: ألفارو دي فيجويرا.